# 正田绚子
正田絢子（日语：／ Shōda Ayako，1981年11月3日—），日本女子摔跤运动员。她曾代表日本参加世界摔跤锦标赛，获得四枚金牌和一枚铜牌。她也曾在2005年夏季世界大学生运动会上获得一枚金牌。